# Jordi Badia i Pujol
Jordi Badia i Pujol   (Callús, 22 d'octubre de 1963) és un filòleg i corrector català que ha treballat en editorials i mitjans de comunicació com ara TVE Catalunya, Televisió de Catalunya i el setmanari El Temps. Actualment, és cap d'estil del mitjà d'informació digital Vilaweb on, a més, publica regularment articles de divulgació lingüística a la secció «Ras i curt» per tal que els lectors facin un ús més precís i genuí del català.
Amb aquest propòsit pedagògic, el 2021 va publicar Salvem els mots, un llibre que recull dues-centes paraules i expressions de la llengua catalana que estan en perill d'extinció perquè han estat arraconades per la pressió del castellà, o bé perquè formes sinònimes, sovint no tan precises, n'han acabat ocupant l'espai genuí. El 2023 es va publicar No val a badar, un llibre en què mostra la riquesa i l'autenticitat de la llengua per mitjà d'una selecció de més de cent paraules que no tenen fàcil traducció a les altres llengües de l'entorn.

## Obra publicada
- Resolguem dubtes.  València: Eliseu Climent, 1998. ISBN 84-7502-527-7.
- El llibre de la llengua catalana per a escriure correctament el català.  Barcelona: Castellnou, 2004. ISBN 84-8287-378-4.
- Salvem els mots.  Barcelona: Rosa dels Vents, 2021. ISBN 978-84-18033-97-1.
- No val a badar. Barcelona: Rosa dels Vents, 2023. ISBN 9788418062926.